# Château de Gaillarmont
 (juillet 2021).
Si vous disposez d'ouvrages ou d'articles de référence ou si vous connaissez des sites web de qualité traitant du thème abordé ici, merci de compléter l'article en donnant les références utiles à sa vérifiabilité et en les liant à la section « Notes et références ».
Le château de Gaillarmont est le nom original d'un château, également connu sous le nom de château des Bruyères, situé dans le quartier de Grivegnée à Liège. Le château des Bruyères sur le territoire de Chênée à Liège, est situé dans le hameau du Bois-de-Breux au 600 de la rue de Gaillarmont.

## Historique
Le domaine, qui regroupait deux châteaux jusqu'en 1976, appartient à la famille De Geer de Brialmont au début du XVIIe siècle. Ensuite, la propriété est divisée. Il y avait une partie avec le château original de Gaillarmont qui a été démoli en 1976. La partie avec une ferme-château passe aux  De Nollet,  au XVIIIe siècle à Du Vivier et Andriesens. Il passe ensuite au marchand liégeois Lonhienne puis à la famille De Favereau qui lance en 1845 la vague de grands travaux qui vont transformer l’ancienne ferme-château en un véritable château.
Il s'appelait aussi Château de Gaillarmont. Après des agrandissements en 1873, le nom de Château des Bruyères est choisi. 
En 1919, le château des Bruyères est vendu aux Filles de la Croix, qui y installent le sanatorium des Bruyères qui ouvre en 1923. Celui-ci devient avant la Deuxième Guerre mondiale un hôpital avec deux salles d’opération et 50 lits où étaient soignés principalement les mineurs de Werister et Homvent. Le château reste aujourd'hui l'annexe administrative d'un "nouvel" hôpital (Clinique Notre-Dame des Bruyères ouvert en 1971) ayant intégré, en 2002, le giron du Centre hospitalier universitaire de Liège).

## Description
Le château des Bruyères est un édifice néo-classique bâti en 1843 et ensuite rehaussé et agrandi vers 1873. Construit en brique et calcaire, il présente une façade de sept travées, flanquée de part et d'autre d'un pavillon en forme de tour. L'escalier et son portique, soutenus par des colonnes toscanes, existent déjà vers 1843. Un attique a également été ajouté avec les armoiries des propriétaires de l'époque De la Rousselière et De Robiano succédant aux de Favereau de Generet (Jenneret). Ces armoiries étaient pourvues de la devise : « Dieu m'a fait fort ».  
Accolée au pavillon de droite se trouve une chapelle néogothique à abside fermée à trois pans.
L'intérieur contient une cage d'escalier, une salle à manger de style néo-Renaissance et un salon de style néo-classique.